# Anthopleura elegantissima
Espèce
Anthopleura elegantissima est une espèce de cnidaires de la famille des Actiniidae. Cette anémone de mer est capable de réaliser la photosynthèse lorsqu'elle vit en symbiose avec des zooxanthelles. Elle est aussi capable de se diviser par reproduction asexuée.
Utilisée en neurochirurgie, la toxine APETx2 d'Anthopleura elegantissima se négocie à 600 euros le milligramme.